# Bembidion simplex
Bembidion simplex är en skalbaggsart som beskrevs av Hayward. Bembidion simplex ingår i släktet Bembidion och familjen jordlöpare. Inga underarter finns listade i Catalogue of Life.

## Bildgalleri

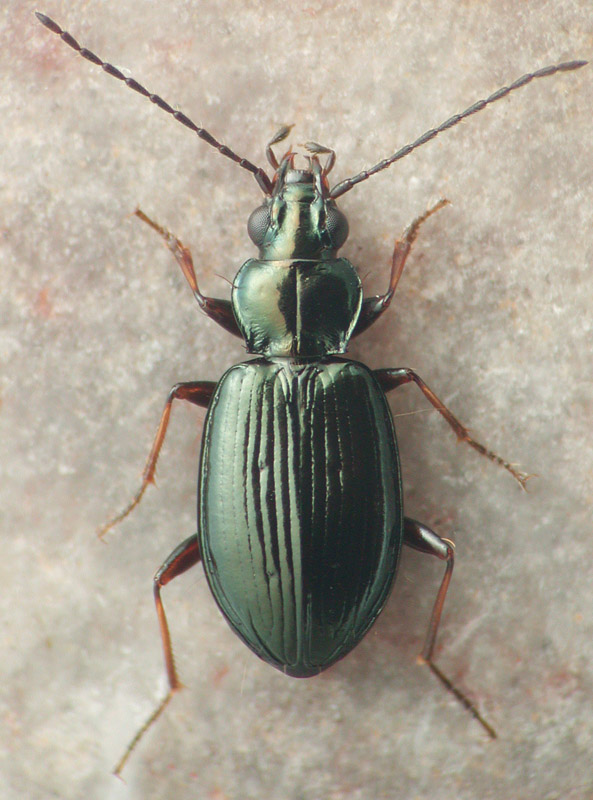